# Проба (Ленинградская область)
Про́ба (фин. Sepänsuo) — деревня в Рахьинском городском поселении Всеволожского района Ленинградской области.

## Название
Русское название происходит от того, что здесь (южнее деревни) проводилась первая, пробная добыча торфа.
Финское название означает — «кузнечное болото».

## История
Деревня была основана на землях барона П. Л. Корфа на стыке Ириновского, Борисова и Гладкого болот для нужд торфоразработок. Большую часть населения деревни составляли переселенцы и потомки переселенцев из Финляндии, так называемые «финляндские карелы».
В 1870 году барон П. Л. Корф, проезжая в своё имение, находящееся в деревне Ириновка, вынужден был остановиться у кузницы, стоявшей на перекрёстке с дорогой на Лепсари, что бы подковать лошадь. За время ожидания он принял решение строить здесь деревню или, как гласит местная легенда сказал: «попробуем здесь сделать деревню». В дальнейшем, по его указанию построили четыре кирпичных дома, часть дороги замостили камнем, устроили вдоль неё кюветы и посадили берёзы. В новой деревне барон расселил беженцев от голода из Финляндии, отмерив каждому в аренду по 10 десятин болота и леса вперемешку.
Согласно подворной переписи 1882 года в посёлке Ириновское болото проживало исключительно пришлое население, это был посёлок финских арендаторов. Всего в нём насчитывалось 19 домов и 25 семей арендаторов земли, 53 человека мужского и 52 женского пола, почти все лютеране (51 м. п., 49 ж. п.). В пользовании у них было 194 десятины земли, где они выращивали картофель, овёс, а также рожь и ячмень. В хозяйстве у них было 17 лошадей и 60 коров. Занимались также торговлей и извозом.

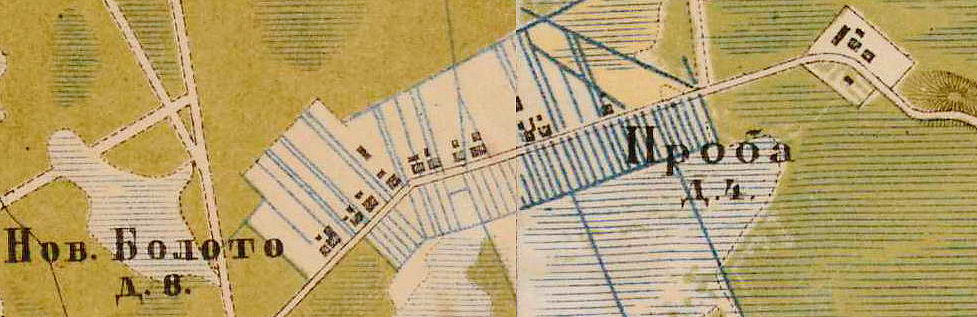
План деревни Проба. 1885 год.

Упоминается на карте 1885 года. Тогда деревня Проба насчитывала 4 двора и ещё 8 дворов было в смежной, позднее поглощённой ею деревне Новое Болото.

 
ПРОБА (БОЛОТО) — селение арендаторов на земле барона П. Л. Корфа близ Угловского болота при Ириновской просёлочной дороге, в четверти версты от линии Ириновской жел. дороги 17 дворов, 84 м. п., 81 ж. п., всего 165 чел. (1896 год)

В конце XIX — начале XX века деревня административно относилась к Рябовской волости 2-го стана Шлиссельбургского уезда Санкт-Петербургской губернии.
В 1909 году в деревне Ириновское Болото при станции Проба было 18 дворов.
По данным Рябовского продовольственного комитета на начало 1918 года в деревне проживали 276 человек.
В конце 1924 года в деревне числилось 56 мужского и 50 женского пола, всего 106 прихожан Рябовской лютеранской церкви.

ПРОБА — деревня Пробинского сельсовета Ленинской волости, 48 хозяйств, 223 души.
 
Из них: русских — 14 хозяйств, 50 душ; финнов-ингерманландцев — 3 хозяйства, 8 душ; финнов-суоми — 24 хозяйства, 137 душ; украинцев — 1 хозяйство, 1 душа; ижор — 5 хозяйств, 20 душ; румын — 1 хозяйство, 7 душ; (1926 год)

Деревня Проба являлась центром Пробинского сельсовета (позднее объединённого с Романовским), по данным переписи населения 1926 года в него входили: деревня Лепсари, деревня Проба и ж. д. станция Проба.

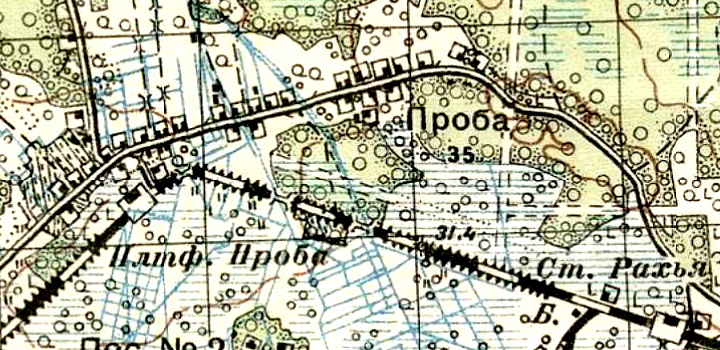
Деревня Проба на карте 1931 года

Согласно топографической карте РККА 1931 года деревня насчитывала 35 дворов.
По административным данным 1933 года деревня Проба относилась уже к Романовскому финскому национальному сельсовету.

 
ПРОБА — деревня Романовского сельсовета, 357 чел. (1939 год)

Постановлением Леноблисполкома от 14 апреля 1939 года деревня Проба, которую населяли 348 человек, из них русских — 30 и финнов — 318 человек, была передана из упразднённого Романовского финского национального сельсовета в состав Вагановского сельсовета.
В 1940 году деревня насчитывала 30 дворов.
До 1942 года — место компактного проживания ингерманландских финнов.
В 1958 году население деревни составляло 359 человек.
По данным 1966, 1973 и 1990 годов деревня Проба входила в состав Вагановского сельсовета.
В 1997 году в деревне проживал 191 человек, в 2002 году — 164 человека (русских — 84%), деревня относилась к Вагановской волости.
В 2007 году в деревне проживали 165 человек, деревня входила в Рахьинское городское поселение.
В районе деревни ведётся активное коттеджное строительство.
Через Пробу проходит трасса ежегодного международного зимнего марафона «Дорога жизни».

## География
Находится в центральной части района на автодороге 41К-064 «Дорога жизни» (Санкт-Петербург — Морье) в месте примыкания к ней автодороги 41К-202 (Проба — Лепсари — Борисова Грива).
Рядом с деревней проходит железнодорожная линия Ириновского направления Октябрьской железной дороги, в деревне есть одноимённая остановочная платформа.
Расстояние до административного центра поселения — 3 км.

## Демография
| 2007 | 2010 | 2017 |
| ---- | ---- | ---- |
| 165  | ↗194 | ↗290 |

Национальный состав
Согласно данным Всероссийской переписи населения 2021 года в деревне проживали 466 человек, из них:
 русские — 30, другие национальности — 6 человек, остальные национальность не указали.

## Фото

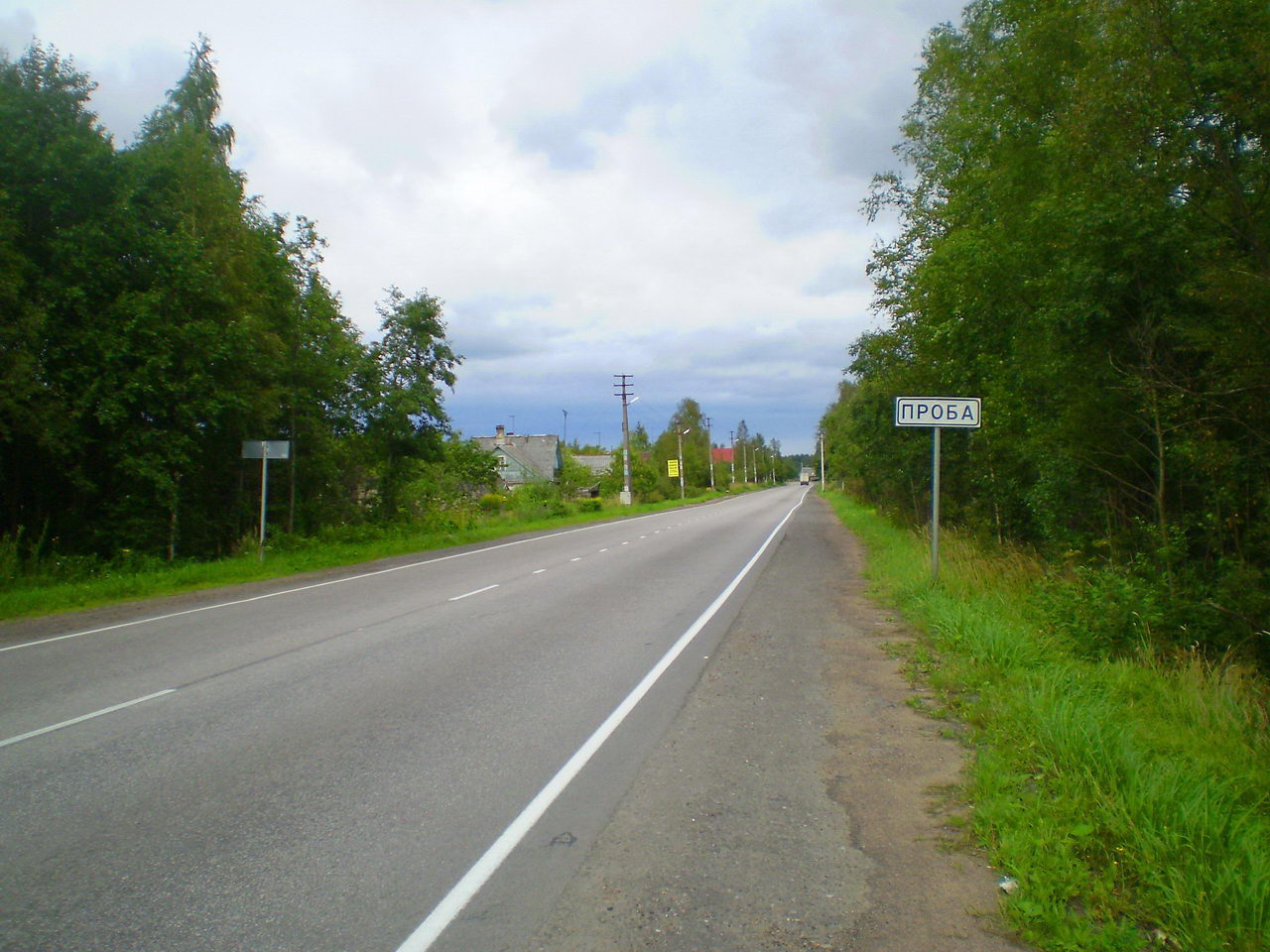
Деревня Проба. 2012 год
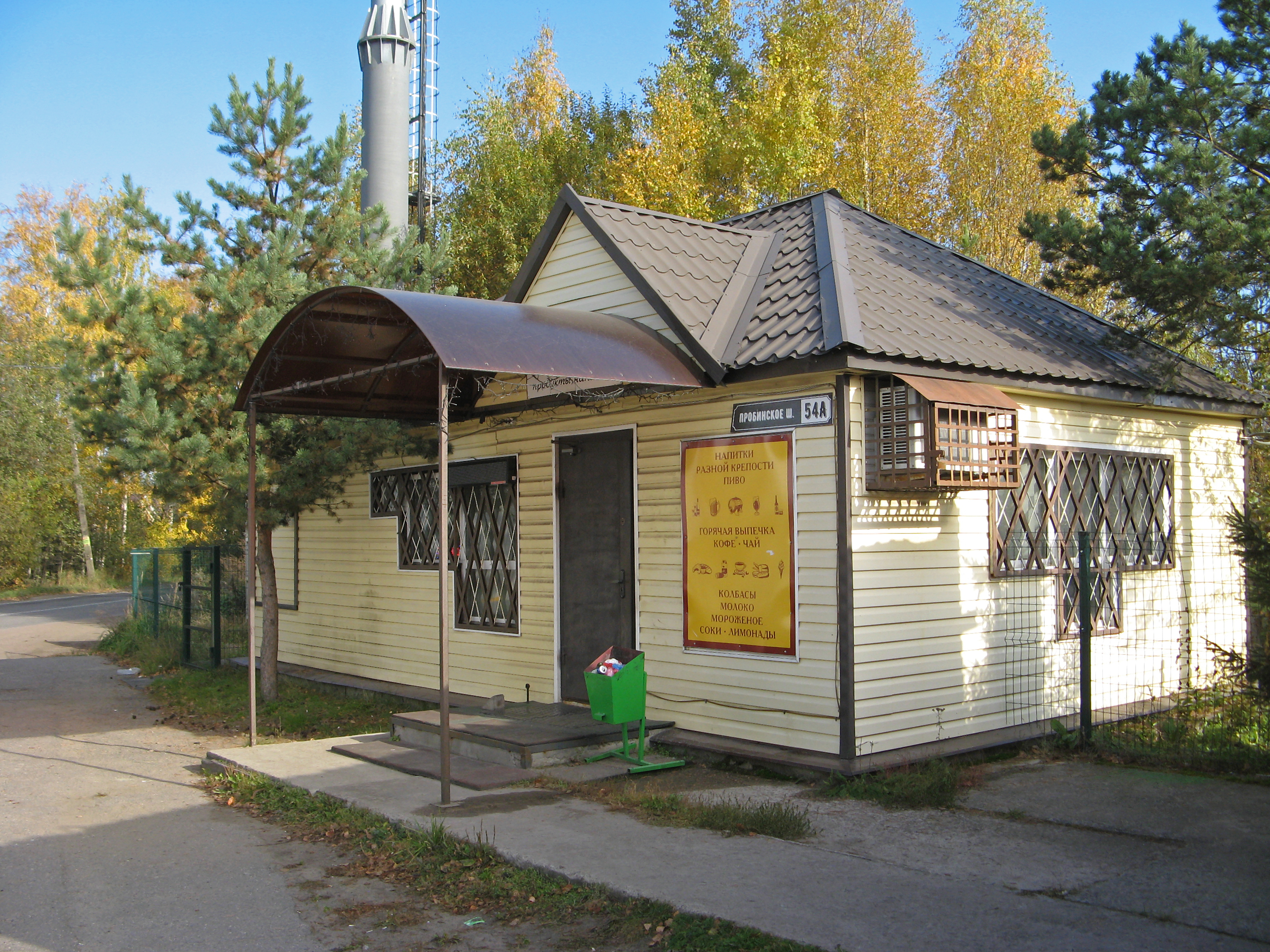
Магазин-кафе в деревне
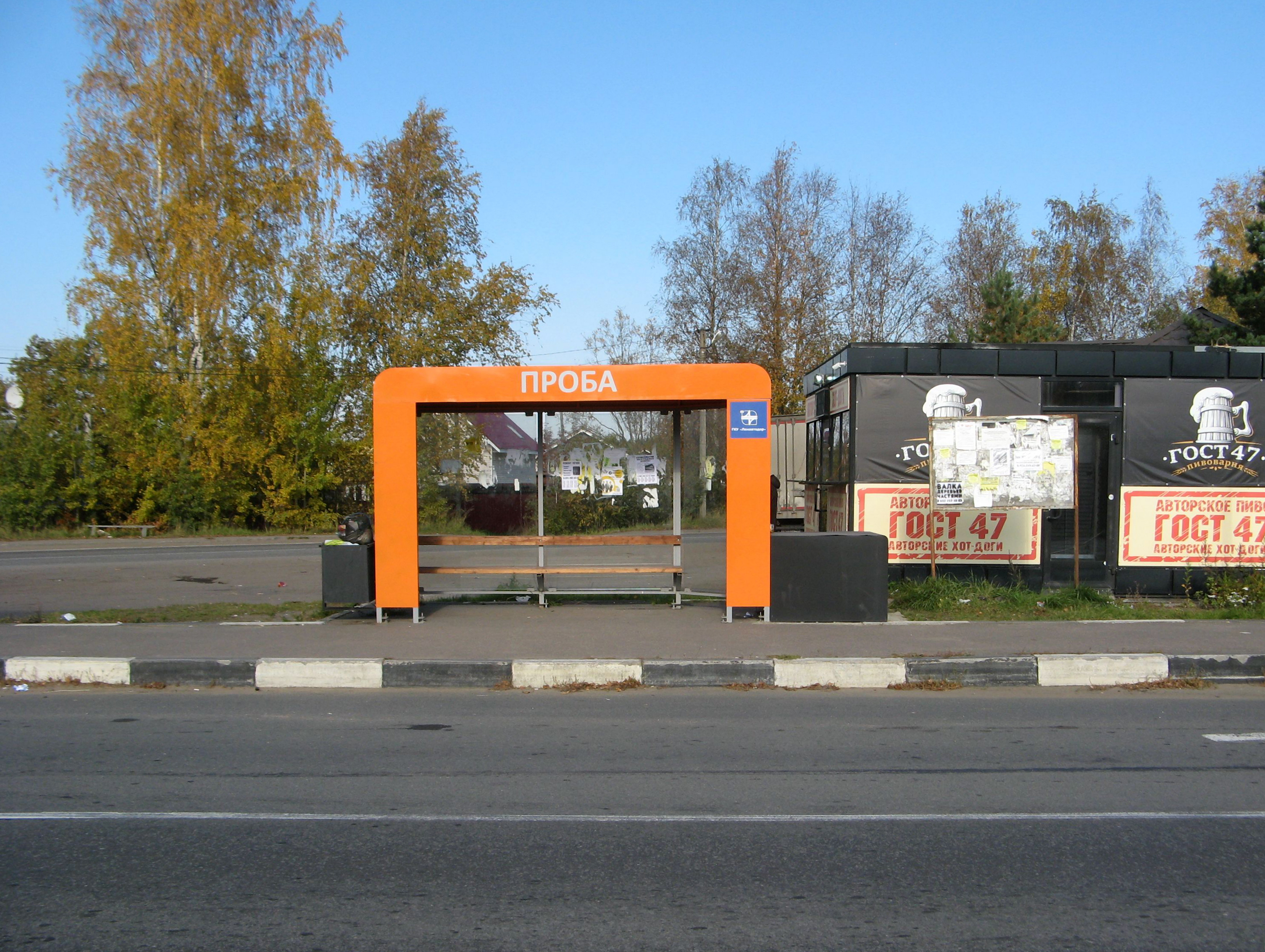
Автобусная остановка

## Известные уроженцы
- Эдвард Степанович Карвонен (1941) — профессор медицинского факультета Петрозаводского государственного университета[28]

## Улицы
Пробинское шоссе, Сосновая, Станционная, Хутор Воронухина.